# WTA Tour 2001
Die WTA Tour 2001 (offiziell: Sanex WTA Tour 2001) war der 31. Jahrgang der Damentennis-Turnierserie, die von der Women’s Tennis Association ausgetragen wird.
Die Teamwettbewerbe Hopman Cup und Fed Cup sind nicht Bestandteil der WTA Tour. Hier werden sie dennoch aufgeführt, da die Spitzenspielerinnen auf diesen Turnieren in der Regel spielen.

## Turnierplan
| Kategorie          |
| ------------------ |
| Grand Slam         |
| Tour Championships |
| Tier I             |
| Tier II            |
| Tier III           |
| Tier IV & V        |

| Sonstige   |
| ---------- |
| Hopman Cup |
| Fed Cup    |

### Erklärungen
Die Zeichenfolge von z. B. 128E/96Q/64D/32Q/32M hat folgende Bedeutung:

128E = 128 Spielerinnen spielen im Einzel

96Q = 96 Spielerinnen spielen die Qualifikation

64D = 64 Paarungen spielen im Doppel

32Q = 32 Paarungen spielen die Qualifikation

32M = 32 Paarungen spielen im Mixed

### Januar
| Datum 1 | Turnier | Sieger(in)                     | Finalgegner(in)                          | Ergebnis        |
| ------- | --- | ------------------------------ | ---------------------------------------- | --------------- |
| 01.01.  | Hopman Cup Perth, Australien ITF – 1.000.000 $ Hartplatz                                                    | Martina Hingis Roger Federer   | Monica Seles Jan-Michael Gambill         | 2:1             |
| 01.01.  | Thalgo Australian Women’s Hardcourts Gold Coast, Australien Tier III – 170.000 $ Hartplatz – 30E/32Q/16D/8Q | Justine Henin                  | Silvia Farina Elia                       | 7:65, 6:4       |
| 01.01.  | Thalgo Australian Women’s Hardcourts Gold Coast, Australien Tier III – 170.000 $ Hartplatz – 30E/32Q/16D/8Q | Giulia Casoni Janette Husárová | Katie Schlukebir Meghann Shaughnessy     | 7:69, 7:5       |
| 01.01.  | ASB Bank Classic Auckland, Neuseeland Tier V – 110.000 $ Hartplatz – 32E/29Q/16D/8Q                         | Meilen Tu                      | Paola Suárez                             | 7:610, 6:2      |
| 01.01.  | ASB Bank Classic Auckland, Neuseeland Tier V – 110.000 $ Hartplatz – 32E/29Q/16D/8Q                         | Alexandra Fusai Rita Grande    | Emmanuelle Gagliardi Barbara Schett      | 7:64, 6:3       |
| 08.01.  | Adidas International Sydney, Australien Tier II – 426.000 $ Hartplatz – 28E/32Q/16D/6Q                      | Martina Hingis                 | Lindsay Davenport                        | 6:3, 4:6, 7:5   |
| 08.01.  | Adidas International Sydney, Australien Tier II – 426.000 $ Hartplatz – 28E/32Q/16D/6Q                      | Anna Kurnikowa Barbara Schett  | Lisa Raymond Rennae Stubbs               | 6:2, 7:5        |
| 08.01.  | Canberra International Canberra, Australien Tier III – 170.000 Hartplatz – 30E/32Q/16D/5Q                   | Justine Henin                  | Sandrine Testud                          | 6:2, 6:2        |
| 08.01.  | Canberra International Canberra, Australien Tier III – 170.000 Hartplatz – 30E/32Q/16D/5Q                   | Nicole Arendt Ai Sugiyama      | Nannie de Villiers Annabel Ellwood       | 6:4, 7:62       |
| 08.01.  | ANZ Tasmanian International Hobart, Australien Tier V – 110.000 Hartplatz – 32E/16Q/16D/5Q                  | Rita Grande                    | Jennifer Hopkins                         | 0:6, 6:3, 6:3   |
| 08.01.  | ANZ Tasmanian International Hobart, Australien Tier V – 110.000 Hartplatz – 32E/16Q/16D/5Q                  | Cara Black Jelena Lichowzewa   | Ruxandra Dragomir Virginia Ruano Paxcual | 6:4, 6:1        |
| 15.01.  | Australian Open Melbourne, Australien Grand Slam – 3.569.290 $ Hartplatz – 128E/96Q/64D/32M                 | Jennifer Capriati              | Martina Hingis                           | 6:4, 6:3        |
| 15.01.  | Australian Open Melbourne, Australien Grand Slam – 3.569.290 $ Hartplatz – 128E/96Q/64D/32M                 | Serena Williams Venus Williams | Lindsay Davenport Corina Morariu         | 6:2, 4:6, 6:4   |
| 15.01.  | Australian Open Melbourne, Australien Grand Slam – 3.569.290 $ Hartplatz – 128E/96Q/64D/32M                 | Corina Morariu Ellis Ferreira  | Barbara Schett Joshua Eagle              | 6:1, 6:3        |
| 29.01.  | Pan Pacific Open Tokio, Japan Tier I – 1.188.000 $ Teppich (Halle) – 28E/32Q/16D/4Q                         | Lindsay Davenport              | Martina Hingis                           | 6:74, 6:4, 6:2  |
| 29.01.  | Pan Pacific Open Tokio, Japan Tier I – 1.188.000 $ Teppich (Halle) – 28E/32Q/16D/4Q                         | Lisa Raymond Rennae Stubbs     | Anna Kurnikowa Iroda Toʻlaganova         | 7:65, 2:6, 7:66 |

### Februar
| Datum 1 | Turnier | Siegerin                                            | Finalgegnerin                     | Ergebnis       |
| ------- | --- | --------------------------------------------------- | --------------------------------- | -------------- |
| 05.02.  | Open Gaz de France Paris, Frankreich Tier II – 565.000 $ Teppich (Halle) – 28E/32Q/16D/4Q                       | Amélie Mauresmo                                     | Anke Huber                        | 7:62, 6:1      |
| 05.02.  | Open Gaz de France Paris, Frankreich Tier II – 565.000 $ Teppich (Halle) – 28E/32Q/16D/4Q                       | Iva Majoli Virginie Razzano                         | Kimberly Po Nathalie Tauziat      | 6:3, 7:5       |
| 12.02.  | Terazura – Nice Nizza, Frankreich Tier II – 565.000 $ Teppich – 28E/32Q/16D/4Q                                  | Amélie Mauresmo                                     | Magdalena Maleewa                 | 6:2, 6:0       |
| 12.02.  | Terazura – Nice Nizza, Frankreich Tier II – 565.000 $ Teppich – 28E/32Q/16D/4Q                                  | Émilie Loit Anne-Gaëlle Sidot                       | Kimberly Po Nathalie Tauziat      | 1.6, 6:2, 6:0  |
| 12.02.  | Qatar Total Fina Elf Open Doha, Katar Tier III – 170.000 $ Hartplatz – 30E/29Q/16D/5Q                           | Martina Hingis                                      | Sandrine Testud                   | 6:3, 6:2       |
| 12.02.  | Qatar Total Fina Elf Open Doha, Katar Tier III – 170.000 $ Hartplatz – 30E/29Q/16D/5Q                           | Sandrine Testud Roberta Vinci                       | Kristie Boogert Miriam Oremans    | 7:5, 7:64      |
| 19.02.  | Dubai Duty Free Women’s Open Dubai, Vereinigte Arabische Emirate Tier II – 565.000 $ Hartplatz – 28E/32Q/16D/8Q | Martina Hingis                                      | Nathalie Tauziat                  | 6:4, 6:4       |
| 19.02.  | Dubai Duty Free Women’s Open Dubai, Vereinigte Arabische Emirate Tier II – 565.000 $ Hartplatz – 28E/32Q/16D/8Q | Yayuk Basuki Caroline Vis                           | Åsa Carlsson Karina Habšudová     | 6:0, 4:6, 6:2  |
| 19.02.  | IGA US Indoor Championships Oklahoma City, Vereinigte Staaten Tier III – 170.000 $ Hartplatz – 30E/16Q/16D/4Q   | Monica Seles                                        | Jennifer Capriati                 | 6:3, 5:7, 6:2  |
| 19.02.  | IGA US Indoor Championships Oklahoma City, Vereinigte Staaten Tier III – 170.000 $ Hartplatz – 30E/16Q/16D/4Q   | Amanda Coetzer Lori McNeil                          | Janet Lee Wynne Prakusya          | 6:3, 2:6, 6:0  |
| 19.02.  | Copa Colsanitas Bogotá, Kolumbien Tier III – 170.000 $ Sandplatz (rot) – 30E/32Q/16D/8Q                         | Paola Suárez                                        | Rita Kuti-Kis                     | 6:2, 6:4       |
| 19.02.  | Copa Colsanitas Bogotá, Kolumbien Tier III – 170.000 $ Sandplatz (rot) – 30E/32Q/16D/8Q                         | Tathiana Garbin Janette Husárová                    | Laura Montalvo Paola Suárez       | 6:4, 2:6, 6:4  |
| 26.02.  | Abierto Mexicano Pegaso Acapulco, Mexiko Tier III – 170.000 $ Sandplatz (rot) – 30E/32Q/16D/8Q                  | Amanda Coetzer                                      | Jelena Dementjewa                 | 2:6, 6:1, 6:2  |
| 26.02.  | Abierto Mexicano Pegaso Acapulco, Mexiko Tier III – 170.000 $ Sandplatz (rot) – 30E/32Q/16D/8Q                  | María José Martínez Sánchez Anabel Medina Garrigues | Virginia Ruano Paola Suárez       | 6:4, 6:75, 7:5 |
| 26.02.  | State Farm Classic Scottsdale, Vereinigte Staaten Tier II – 565.000 $ Hartplatz – 28E/25Q/16D/6Q                | Lindsay Davenport                                   | Meghann Shaughnessy               | 6:2, 6:3       |
| 26.02.  | State Farm Classic Scottsdale, Vereinigte Staaten Tier II – 565.000 $ Hartplatz – 28E/25Q/16D/6Q                | Lisa Raymond Rennae Stubbs                          | Kim Clijsters Meghann Shaughnessy | kampflos       |

### März
| Datum 1 | Turnier | Siegerin                                 | Finalgegnerin                       | Ergebnis       |
| ------- | --- | ---------------------------------------- | ----------------------------------- | -------------- |
| 05.03.  | Tennis Masters Series Indian Wells Indian Wells, Vereinigte Staaten Tier I – 2.050.000 $ Hartplatz – 96E/48Q/32D/8Q | Serena Williams                          | Kim Clijsters                       | 4:6, 6:4, 6:2  |
| 05.03.  | Tennis Masters Series Indian Wells Indian Wells, Vereinigte Staaten Tier I – 2.050.000 $ Hartplatz – 96E/48Q/32D/8Q | Nicole Arendt Ai Sugiyama                | Virginia Ruano Pascual Paola Suárez | 6:4, 6:4       |
| 19.03.  | Ericsson Open Miami, Vereinigte Staaten Tier I – 2.278.200 $ Hartplatz – 96E/48Q/32D/8Q                             | Venus Williams                           | Jennifer Capriati                   | 4:6, 6:1, 7:64 |
| 19.03.  | Ericsson Open Miami, Vereinigte Staaten Tier I – 2.278.200 $ Hartplatz – 96E/48Q/32D/8Q                             | Arantxa Sánchez Vicario Nathalie Tauziat | Lisa Raymond Rennae Stubbs          | 6:0, 6:4       |

### April
| Datum 1 | Turnier | Siegerin                                            | Finalgegnerin                               | Ergebnis       |
| ------- | --- | --------------------------------------------------- | ------------------------------------------- | -------------- |
| 02.04.  | Porto Open Porto, Portugal Tier IV – 140.000 $ Sandplatz (rot) – 32E/32Q/16D/8Q                                     | Arantxa Sánchez Vicario                             | Magüi Serna                                 | 6:3, 6:1       |
| 02.04.  | Porto Open Porto, Portugal Tier IV – 140.000 $ Sandplatz (rot) – 32E/32Q/16D/8Q                                     | María José Martínez Sánchez Anabel Medina Garrigues | Alexandra Fusai Rita Grande                 | 6:1, 6:75, 7:5 |
| 09.04.  | Bausch & Lomb Championships Amelia Island, Vereinigte Staaten Tier II – 565.000 $ Sandplatz (grün) – 48E/16Q/16D/8Q | Amélie Mauresmo                                     | Amanda Coetzer                              | 6:4, 7:5       |
| 09.04.  | Bausch & Lomb Championships Amelia Island, Vereinigte Staaten Tier II – 565.000 $ Sandplatz (grün) – 48E/16Q/16D/8Q | Conchita Martínez Patricia Tarabini                 | Martina Navratilova Arantxa Sánchez Vicario | 6:4, 6:2       |
| 09.04.  | Estoril Open Oeiras, Portugal Tier IV – 140.000 $ Sandplatz (rot) – 32E/32Q/16D/8Q                                  | Ángeles Montolio                                    | Jelena Bowina                               | 3:6, 6:3, 6:2  |
| 09.04.  | Estoril Open Oeiras, Portugal Tier IV – 140.000 $ Sandplatz (rot) – 32E/32Q/16D/8Q                                  | Květa Hrdličková Barbara Rittner                    | Tina Križan Katarina Srebotnik              | 3:6, 7:5, 6:1  |
| 16.04.  | Colorotex Budapest Grand Prix Budapest, Ungarn Tier V – 110.000 $ Sandplatz (rot) – 32E/32Q/16D/8Q                  | Magdalena Maleewa                                   | Anne Kremer                                 | 3:6, 6:2, 6:4  |
| 16.04.  | Colorotex Budapest Grand Prix Budapest, Ungarn Tier V – 110.000 $ Sandplatz (rot) – 32E/32Q/16D/8Q                  | Tathiana Garbin Janette Husárová                    | Zsófia Gubacsi Dragana Zarić                | 6:1, 6:3       |
| 16.04.  | Family Circle Cup Charleston, Vereinigte Staaten Tier I – 1.188.000 $ Sandplatz (grün) – 56E/31Q/28D/8Q             | Jennifer Capriati                                   | Martina Hingis                              | 6:0, 4:6, 6:4  |
| 16.04.  | Family Circle Cup Charleston, Vereinigte Staaten Tier I – 1.188.000 $ Sandplatz (grün) – 56E/31Q/28D/8Q             | Lisa Raymond Rennae Stubbs                          | Virginia Ruano Pascual Paola Suárez         | 5:7, 7:65, 6:3 |
| 30.04.  | Croatian Bol Ladies Open Bol, Kroatien Tier III – 170.000 $ Sandplatz (rot) – 30E/28Q/16D/3Q                        | Ángeles Montolio                                    | Mariana Díaz-Oliva                          | 3:6, 6:2, 6:4  |
| 30.04.  | Croatian Bol Ladies Open Bol, Kroatien Tier III – 170.000 $ Sandplatz (rot) – 30E/28Q/16D/3Q                        | María José Martínez Sánchez Anabel Medina Garrigues | Nadja Petrowa Tina Pisnik                   | 7:5, 6:4       |
| 30.04.  | Betty Barclay Cup Hamburg, Deutschland Tier II – 565.000 $ Sandplatz (rot) – 28E/32Q/16D/4Q                         | Venus Williams                                      | Meghann Shaughnessy                         | 6:3, 6:0       |
| 30.04.  | Betty Barclay Cup Hamburg, Deutschland Tier II – 565.000 $ Sandplatz (rot) – 28E/32Q/16D/4Q                         | Cara Black Jelena Lichowzewa                        | Květa Hrdličková Barbara Rittner            | 6:2, 4:6, 6:2  |

### Mai
| Datum 1 | Turnier                                                                                                   | Sieger(in)                             | Finalgegner(in)                | Ergebnis        |
| ------- | --- | -------------------------------------- | ------------------------------ | --------------- |
| 07.05.  | Eurocard Ladies German Open Berlin, Deutschland Tier I – 1.185.000 $ Sandplatz (rot) – 56E/48Q/28D        | Amélie Mauresmo                        | Jennifer Capriati              | 6:4, 2:6, 6:3   |
| 07.05.  | Eurocard Ladies German Open Berlin, Deutschland Tier I – 1.185.000 $ Sandplatz (rot) – 56E/48Q/28D        | Els Callens Meghann Shaughnessy        | Cara Black Jelena Lichowzewa   | 6:4, 6:3        |
| 14.05.  | Italian Open Rom, Italien Tier I – 1.200.000 $ Sandplatz (rot) – 56E/32Q/28D/8Q                           | Jelena Dokić                           | Amélie Mauresmo                | 7:63, 6:1       |
| 14.05.  | Italian Open Rom, Italien Tier I – 1.200.000 $ Sandplatz (rot) – 56E/32Q/28D/8Q                           | Cara Black Jelena Lichowzewa           | Paola Suárez Patricia Tarabini | 6:1, 6:1        |
| 14.05.  | Tennis Cup Vlaanderen Antwerpen, Belgien Tier V – 110.000 $ Sandplatz (rot) – 32E/32Q/16D/5Q              | Barbara Rittner                        | Klára Koukalová                | 6:3, 6:2        |
| 14.05.  | Tennis Cup Vlaanderen Antwerpen, Belgien Tier V – 110.000 $ Sandplatz (rot) – 32E/32Q/16D/5Q              | Els Callens Virginia Ruano Pascual     | Kristie Boogert Miriam Oremans | 6:3, 3:6, 6:4   |
| 21.05.  | Les Internationaux de Strasbourg Straßburg, Frankreich Tier III – 170.000 $ Sandplatz (rot) – 30E/32Q/16D | Silvia Farina Elia                     | Anke Huber                     | 7:5, 0:6, 6:4   |
| 21.05.  | Les Internationaux de Strasbourg Straßburg, Frankreich Tier III – 170.000 $ Sandplatz (rot) – 30E/32Q/16D | Silvia Farina Elia Iroda Toʻlaganova   | Amanda Coetzer Lori McNeil     | 6:1, 7:60       |
| 21.05.  | Open de España Villa de Madrid Madrid, Spanien Tier III – 170.000 $ Sandplatz (rot) – 30E/32Q/16D/4Q      | Arantxa Sánchez Vicario                | Ángeles Montolio               | 7:5, 6:0        |
| 21.05.  | Open de España Villa de Madrid Madrid, Spanien Tier III – 170.000 $ Sandplatz (rot) – 30E/32Q/16D/4Q      | Virginia Ruano Paola Suárez            | Lisa Raymond Rennae Stubbs     | 7:5, 2:6, 7:64  |
| 28.05.  | French Open Paris, Frankreich Grand Slam – 3.745.147 $ Sandplatz (rot) – 128E/96Q/64D/32M                 | Jennifer Capriati                      | Kim Clijsters                  | 1:6, 6:4, 12:10 |
| 28.05.  | French Open Paris, Frankreich Grand Slam – 3.745.147 $ Sandplatz (rot) – 128E/96Q/64D/32M                 | Virginia Ruano Pascual Paola Suárez    | Jelena Dokić Conchita Martínez | 6:2, 6:1        |
| 28.05.  | French Open Paris, Frankreich Grand Slam – 3.745.147 $ Sandplatz (rot) – 128E/96Q/64D/32M                 | Virginia Ruano Pasqual Tomás Carbonell | Paola Suárez Jaime Oncins      | 7:5, 6:3        |

### Juni
| Datum 1 | Turnier | Sieger(in)                           | Finalgegner(in)                       | Ergebnis        |
| ------- | --- | ------------------------------------ | ------------------------------------- | --------------- |
| 11.07.  | Tashkent Open Taschkent, Usbekistan Tier IV – 140.000 $ Hartplatz – 32E/31Q/16D/6Q                                           | Bianka Lamade                        | Seda Noorlander                       | 6:3, 2:6, 6:2   |
| 11.07.  | Tashkent Open Taschkent, Usbekistan Tier IV – 140.000 $ Hartplatz – 32E/31Q/16D/6Q                                           | Petra Mandula Patricia Wartusch      | Tetjana Perebyjnis Tazzjana Putschak  | 6:1, 6:4        |
| 11.07.  | DFS Classic Birmingham, Großbritannien Tier III – 170.000 $ Rasen – 56E/32Q/28D/8Q                                           | Nathalie Tauziat                     | Miriam Oremans                        | 6:3, 7:5        |
| 11.07.  | DFS Classic Birmingham, Großbritannien Tier III – 170.000 $ Rasen – 56E/32Q/28D/8Q                                           | Cara Black Jelena Lichowzewa         | Kimberly Po-Messerli Nathalie Tauziat | 6:1, 6:2        |
| 18.06.  | Britannic Asset Management International Championships Eastbourne, Großbritannien Tier II – 565.000 $ Rasen – 28E/32Q/16D/6Q | Lindsay Davenport                    | Magüi Serna                           | 6:2, 6:0        |
| 18.06.  | Britannic Asset Management International Championships Eastbourne, Großbritannien Tier II – 565.000 $ Rasen – 28E/32Q/16D/6Q | Lisa Raymond Rennae Stubbs           | Cara Black Jelena Lichowzewa          | 6:2, 6:2        |
| 18.06.  | Heineken Trophy ’s-Hertogenbosch, Niederlande Tier III – 170.000 $ Rasen – 30E/16D                                           | Justine Henin                        | Kim Clijsters                         | 6:4, 3:6, 6:3   |
| 18.06.  | Heineken Trophy ’s-Hertogenbosch, Niederlande Tier III – 170.000 $ Rasen – 30E/16D                                           | Ruxandra Dragomir Ilie Nadja Petrowa | Kim Clijsters Miriam Oremans          | 7:65, 6:75, 6:4 |
| 25.06.  | Wimbledon Championships London, Großbritannien Grand Slam – 4.545.319 $ Rasen – 128E/96Q/64D/16Q/64M                         | Venus Williams                       | Justine Henin                         | 6:1, 3:6, 6:0   |
| 25.06.  | Wimbledon Championships London, Großbritannien Grand Slam – 4.545.319 $ Rasen – 128E/96Q/64D/16Q/64M                         | Lisa Raymond Rennae Stubbs           | Kim Clijsters Ai Sugiyama             | 6:4, 6:3        |
| 25.06.  | Wimbledon Championships London, Großbritannien Grand Slam – 4.545.319 $ Rasen – 128E/96Q/64D/16Q/64M                         | Daniela Hantuchová Leoš Friedl       | Liezel Huber Mike Bryan               | 4:6, 6:3, 6:2   |

### Juli
| Datum 1 | Turnier | Siegerin                                            | Finalgegnerin                                       | Ergebnis       |
| ------- | --- | --------------------------------------------------- | --------------------------------------------------- | -------------- |
| 09.07.  | Internazionali Femminili di Tennis di Palermo Palermo, Italien Tier V – 110.000 $ Sandplatz (rot) – 32E/28Q/16D/7Q  | Anabel Medina Garrigues                             | Cristina Torrens Valero                             | 6:4, 6:4       |
| 09.07.  | Internazionali Femminili di Tennis di Palermo Palermo, Italien Tier V – 110.000 $ Sandplatz (rot) – 32E/28Q/16D/7Q  | Tathiana Garbin Janette Husárová                    | María José Martínez Sánchez Anabel Medina Garrigues | 4:6, 6:2, 6:4  |
| 09.07.  | Uniqa Grand Prix Wien, Österreich Tier III – 170.000 $ Sandplatz (rot) – 30E/32Q/16D/5Q                             | Iroda Toʻlaganova                                   | Patty Schnyder                                      | 6:3, 6:2       |
| 09.07.  | Uniqa Grand Prix Wien, Österreich Tier III – 170.000 $ Sandplatz (rot) – 30E/32Q/16D/5Q                             | Paola Suárez Patricia Tarabini                      | Vanessa Henke Lenka Němečková                       | 6:4, 6:2       |
| 16.07.  | Sanex Trophy Knokke-Heist, Belgien Tier IV – 150.000 $ Sandplatz (rot) – 32E/32Q/16D/5Q                             | Iroda Toʻlaganova                                   | Gala León García                                    | 6:2, 6:3       |
| 16.07.  | Sanex Trophy Knokke-Heist, Belgien Tier IV – 150.000 $ Sandplatz (rot) – 32E/32Q/16D/5Q                             | Virginia Ruano Pascual Magüi Serna                  | Ruxandra Dragomir Ilie Andreea Vanc                 | 6:4, 6:3       |
| 23.07.  | Bank of the West Classic Stanford, Vereinigte Staaten Tier II – 565.000 $ Hartplatz – 28E/32Q/16D/8Q                | Kim Clijsters                                       | Lindsay Davenport                                   | 6:4, 6:75, 6:1 |
| 23.07.  | Bank of the West Classic Stanford, Vereinigte Staaten Tier II – 565.000 $ Hartplatz – 28E/32Q/16D/8Q                | Janet Lee Wynne Prakusya                            | Nicole Arendt Caroline Vis                          | 3:6, 6:3, 6:3  |
| 23.07.  | Grand Prix de SAR La Princesse Lalla Meryem Casablanca, Marokko Tier V – 110.000 $ Sandplatz (rot) – 32E/26Q/16D/6Q | Zsófia Gubacsi                                      | Maria Elena Camerin                                 | 1:6, 6:3, 7:65 |
| 23.07.  | Grand Prix de SAR La Princesse Lalla Meryem Casablanca, Marokko Tier V – 110.000 $ Sandplatz (rot) – 32E/26Q/16D/6Q | Ljubomira Batschewa Åsa Carlsson                    | María José Martínez Sánchez María Emilia Salerni    | 6:3, 6:74, 6:1 |
| 23.07.  | Idea Prokom Open Sopot, Polen Tier III – 170.000 $ Sandplatz (rot) – 30E/32Q/16D/2Q                                 | Cristina Torrens Valero                             | Gala León García                                    | 6:2, 6:2       |
| 23.07.  | Idea Prokom Open Sopot, Polen Tier III – 170.000 $ Sandplatz (rot) – 30E/32Q/16D/2Q                                 | Joannette Kruger Francesca Schiavone                | Julija Bejhelsymer Anastassija Rodionowa            | 6:4, 6:0       |
| 30.07.  | Acura Classic San Diego, Vereinigte Staaten Tier II – 750.000 $ Hartplatz – 48E/16Q/16D/7Q                          | Venus Williams                                      | Monica Seles                                        | 6:2, 6:3       |
| 30.07.  | Acura Classic San Diego, Vereinigte Staaten Tier II – 750.000 $ Hartplatz – 48E/16Q/16D/7Q                          | Cara Black Jelena Lichowzewa                        | Martina Hingis Anna Kurnikowa                       | 6:4, 1:6, 6:4  |
| 30.07.  | PreCon Ladies Open Basel, Schweiz Tier IV – 140.000 $ Sandplatz (rot) – 32E/32Q/16D/2Q                              | Adriana Gerši                                       | Marie-Gayanay Mikaelian                             | 6:4, 6:1       |
| 30.07.  | PreCon Ladies Open Basel, Schweiz Tier IV – 140.000 $ Sandplatz (rot) – 32E/32Q/16D/2Q                              | María José Martínez Sánchez Anabel Medina Garrigues | Joannette Kruger Marta Marrero                      | 7:65, 6:2      |

### August
| Datum 1 | Turnier                                                                                               | Sieger(in)                            | Finalgegner(in)                       | Ergebnis       |
| ------- | --- | ------------------------------------- | ------------------------------------- | -------------- |
| 06.08.  | estyle.com Classic Manhattan Beach, Vereinigte Staaten Tier II – 565.000 $ Hartplatz – 48E/16Q/15D/8Q | Lindsay Davenport                     | Monica Seles                          | 6:3, 7:5       |
| 06.08.  | estyle.com Classic Manhattan Beach, Vereinigte Staaten Tier II – 565.000 $ Hartplatz – 48E/16Q/15D/8Q | Kimberly Po-Messerli Nathalie Tauziat | Nicole Arendt Caroline Vis            | 6:3, 7:5       |
| 13.08.  | Rogers AT&T Cup Toronto, Kanada Tier I – 1.200.000 $ Hartplatz – 56E/32Q/28D/8Q                       | Serena Williams                       | Jennifer Capriati                     | 6:1, 6:77, 6:3 |
| 13.08.  | Rogers AT&T Cup Toronto, Kanada Tier I – 1.200.000 $ Hartplatz – 56E/32Q/28D/8Q                       | Kimberly Po-Messerli Nicole Pratt     | Tina Križan Katarina Srebotnik        | 6:3, 6:1       |
| 20.08.  | Pilot Pen Tennis New Haven, Vereinigte Staaten Tier II – 565.000 $ Hartplatz – 28E/48Q/16D/8Q         | Venus Williams                        | Lindsay Davenport                     | 7:66, 6:4      |
| 20.08.  | Pilot Pen Tennis New Haven, Vereinigte Staaten Tier II – 565.000 $ Hartplatz – 28E/48Q/16D/8Q         | Cara Black Jelena Lichowzewa          | Jelena Dokić Nadja Petrowa            | 6:0, 3:6, 6:2  |
| 27.08.  | US Open New York, Vereinigte Staaten Grand Slam – 6.628.000 $ Hartplatz – 128E/128Q/64D/16Q/32M       | Venus Williams                        | Serena Williams                       | 6:2, 6:4       |
| 27.08.  | US Open New York, Vereinigte Staaten Grand Slam – 6.628.000 $ Hartplatz – 128E/128Q/64D/16Q/32M       | Lisa Raymond Rennae Stubbs            | Kimberly Po-Messerli Nathalie Tauziat | 6:2, 5:7, 7:5  |
| 27.08.  | US Open New York, Vereinigte Staaten Grand Slam – 6.628.000 $ Hartplatz – 128E/128Q/64D/16Q/32M       | Rennae Stubbs Todd Woodbridge         | Lisa Raymond Leander Paes             | 6:4, 5:7, 7:69 |

### September
| Datum 1 | Turnier                                                                                           | Siegerin                              | Finalgegnerin                    | Ergebnis         |
| ------- | ------------------------------------------------------------------------------------------------- | ------------------------------------- | -------------------------------- | ---------------- |
| 10.09.  | Brasil Open Costa do Sauípe, Brasilien Tier II – 625.000 $ Hartplatz – 28E/19Q/16D/4Q             | Monica Seles                          | Jelena Dokić                     | 6:3, 6:3         |
| 10.09.  | Brasil Open Costa do Sauípe, Brasilien Tier II – 625.000 $ Hartplatz – 28E/19Q/16D/4Q             | Amanda Coetzer Lori McNeil            | Nicole Arendt Patricia Tarabini  | 6:78, 6:2, 6:4   |
| 10.09.  | Big Island Championships Waikoloa, Vereinigte Staaten Tier IV – 140.000 $ Hartplatz – 32E/19Q/16D | Sandrine Testud                       | Justine Henin                    | 6:3, 2:0 Aufgabe |
| 10.09.  | Big Island Championships Waikoloa, Vereinigte Staaten Tier IV – 140.000 $ Hartplatz – 32E/19Q/16D | Tina Križan Katarina Srebotnik        | Els Callens Nicole Pratt         | 6:2, 6:3         |
| 17.09.  | Challenge Bell Québec, Kanada Tier III – 170.000 $ Teppich (Halle) – 30E/24Q/16D                  | Meghann Shaughnessy                   | Iva Majoli                       | 6:1, 6:3         |
| 17.09.  | Challenge Bell Québec, Kanada Tier III – 170.000 $ Teppich (Halle) – 30E/24Q/16D                  | Samantha Reeves Adriana Serra Zanetti | Klára Koukalová Alena Vašková    | 7:5, 4:6, 6:3    |
| 17.09.  | Toyota Princess Cup Tokio, Japan Tier II – 565.000 $ Hartplatz – 28E/32Q/16D/4Q                   | Jelena Dokić                          | Arantxa Sánchez Vicario          | 6:4, 6:2         |
| 17.09.  | Toyota Princess Cup Tokio, Japan Tier II – 565.000 $ Hartplatz – 28E/32Q/16D/4Q                   | Cara Black Liezel Huber               | Kim Clijsters Ai Sugiyama        | 6:1, 6:3         |
| 24.09.  | Sparkassen Cup Leipzig, Deutschland Tier II – 565.000 $ Teppich (Halle) – 28E/32Q/16D/4Q          | Kim Clijsters                         | Magdalena Maleewa                | 6:1, 6:1         |
| 24.09.  | Sparkassen Cup Leipzig, Deutschland Tier II – 565.000 $ Teppich (Halle) – 28E/32Q/16D/4Q          | Jelena Lichowzewa Nathalie Tauziat    | Květa Hrdličková Barbara Rittner | 6:4, 6:2         |
| 24.09.  | Wismilak International Bali, Indonesien Tier III – 170.000 $ Hartplatz – 30E/11Q/16D/2Q           | Angelique Widjaja                     | Joannette Kruger                 | 7:62, 7:64       |
| 24.09.  | Wismilak International Bali, Indonesien Tier III – 170.000 $ Hartplatz – 30E/11Q/16D/2Q           | Evie Dominikovic Tamarine Tanasugarn  | Janet Lee Wynne Prakusya         | 6:74, 6:2, 6:3   |

### Oktober
| Datum 1 | Turnier                                                                                                   | Siegerin                         | Finalgegnerin                        | Ergebnis       |
| ------- | --- | -------------------------------- | ------------------------------------ | -------------- |
| 01.10.  | Kremlin Cup Moskau, Russland Tier I – 1.185.000 $ Teppich (Halle) – 28E/32Q/16D/4Q                        | Jelena Dokić                     | Jelena Dementjewa                    | 6:3, 6:3       |
| 01.10.  | Kremlin Cup Moskau, Russland Tier I – 1.185.000 $ Teppich (Halle) – 28E/32Q/16D/4Q                        | Martina Hingis Anna Kurnikowa    | Jelena Dementjewa Lina Krasnoruzkaja | 7:61, 6:3      |
| 01.10.  | AIG Japan Open Tokio, Japan Tier III – 170.000 $ Hartplatz – 30E/32Q/16D/8Q                               | Monica Seles                     | Tamarine Tanasugarn                  | 6:3, 6:2       |
| 01.10.  | AIG Japan Open Tokio, Japan Tier III – 170.000 $ Hartplatz – 30E/32Q/16D/8Q                               | Liezel Huber Rachel McQuillan    | Janet Lee Wynne Prakusya             | 6.2, 6:0       |
| 08.10.  | Kiwi Open Schanghai, China Tier IV – 140.000 $ Hartplatz – 32E/30Q/16D/6Q                                 | Monica Seles                     | Nicole Pratt                         | 6:2, 6:3       |
| 08.10.  | Kiwi Open Schanghai, China Tier IV – 140.000 $ Hartplatz – 32E/30Q/16D/6Q                                 | Liezel Huber Lenka Němečková     | Evie Dominikovic Tamarine Tanasugarn | 6:0, 7:5       |
| 08.10.  | Porsche Tennis Grand Prix Filderstadt, Deutschland Tier II – 565.000 $ Hartplatz (Halle) – 28E/32Q/16D/4Q | Lindsay Davenport                | Justine Henin                        | 7:5, 6:4       |
| 08.10.  | Porsche Tennis Grand Prix Filderstadt, Deutschland Tier II – 565.000 $ Hartplatz (Halle) – 28E/32Q/16D/4Q | Lindsay Davenport Lisa Raymond   | Justine Henin Meghann Shaughnessy    | 6:4, 6:74, 7:5 |
| 15.10.  | Swisscom Challenge Zürich, Schweiz Tier I – 1.185.000 $ Teppich (Halle) – 28E/32Q/16D/4Q                  | Lindsay Davenport                | Jelena Dokić                         | 6:3, 6:1       |
| 15.10.  | Swisscom Challenge Zürich, Schweiz Tier I – 1.185.000 $ Teppich (Halle) – 28E/32Q/16D/4Q                  | Lindsay Davenport Lisa Raymond   | Sandrine Testud Roberta Vinci        | 6:3, 2:6, 6:2  |
| 15.10.  | Eurotel Slovak Indoors Bratislava, Slowakei Tier V – 110.000 $ Hartplatz (Halle) – 32E/32Q/16D/4Q         | Rita Grande                      | Martina Suchá                        | 6:1, 6:1       |
| 15.10.  | Eurotel Slovak Indoors Bratislava, Slowakei Tier V – 110.000 $ Hartplatz (Halle) – 32E/32Q/16D/4Q         | Dája Bedáňová Jelena Bowina      | Nathalie Dechy Meilen Tu             | 6:3, 6:4       |
| 22.10.  | Generali Ladies Linz Linz, Österreich Tier II – 535.000 $ Teppich (Halle) – 28E/32Q/16D/4Q                | Lindsay Davenport                | Jelena Dokić                         | 6:4, 6:1       |
| 22.10.  | Generali Ladies Linz Linz, Österreich Tier II – 535.000 $ Teppich (Halle) – 28E/32Q/16D/4Q                | Jelena Dokić Nadja Petrowa       | Els Callens Chanda Rubin             | 6:1, 6:4       |
| 22.10.  | Seat Open Luxemburg, Luxemburg Tier III – 170.000 $ Teppich (Halle) – 30E/32Q/16D/4Q                      | Kim Clijsters                    | Lisa Raymond                         | 6:2, 6:2       |
| 22.10.  | Seat Open Luxemburg, Luxemburg Tier III – 170.000 $ Teppich (Halle) – 30E/32Q/16D/4Q                      | Jelena Bowina Daniela Hantuchová | Bianka Lamade Patty Schnyder         | 6:3, 6:3       |
| 29.10.  | Sanex Championships München, Deutschland Masters – 3.000.000 $ Teppich (Halle) – 16E/8D                   | Serena Williams                  | Lindsay Davenport                    | kampflos       |
| 29.10.  | Sanex Championships München, Deutschland Masters – 3.000.000 $ Teppich (Halle) – 16E/8D                   | Lisa Raymond Rennae Stubbs       | Cara Black Jelena Lichowzewa         | 7:5, 3:6, 6:3  |

### November
| Datum 1 | Turnier                                                                            | Siegerin                       | Finalgegnerin               | Ergebnis      |
| ------- | ---------------------------------------------------------------------------------- | ------------------------------ | --------------------------- | ------------- |
| 05.11.  | Volvo Women’s Open Pattaya, Thailand Tier V – 110.000 $ Hartplatz – 32E/25Q/16D/8Q | Patty Schnyder                 | Henrieta Nagyová            | 6:0, 6:4      |
| 05.11.  | Volvo Women’s Open Pattaya, Thailand Tier V – 110.000 $ Hartplatz – 32E/25Q/16D/8Q | Åsa Carlsson Iroda Toʻlaganova | Liezel Huber Wynne Prakusya | 4:6, 6:3, 6:3 |
| 05.11.  | Fed Cup Finale Madrid, Spanien, Sandplatz                                          | Belgien                        | Russland                    | 2:1           |